# 태화강역
태화강역(太和江驛)은 울산광역시 남구 삼산동에 위치한 동해선의 철도역이다. 장생포선, 울산항선의 기점역이다. 개통 당시 역명은 울산역이었으며, 울산광역시 울주군 삼남읍 신화리에 새로 설치된 KTX 울산역이 2010년 11월 1일부터 영업을 시작하면서 현재의 역명으로 변경되었다. 장생포선과 울산항선의 역명은 2017년 12월 18일에 태화강역으로 통일했다.
여객으로는 KTX-이음, ITX-마음, 무궁화호가 정차하는 역이며, 연간 여객 이용은 2023년 기준으로 716,588명이다. 주로 동해선과 대구선을 경유하는 동대구 종착 여객열차가 많이 운행되고, KTX 개통 이전에는 주로 서울방면 새마을호 및 무궁화호 열차가 일부 운행을 하였으나 KTX 울산역 영업 개시 이후 서울방면 여객열차의 경우 08시 24분 발차 #1602 열차와, 15시 43분 발차 #1604 열차 부전발 청량리행 무궁화호(동해선-중앙선 경유) 밖에 없다. 그러나 2024년 12월 20일 중앙선 복선전철이 준공되면서 청량리~부전간 무궁화호는 폐지되고 ITX-마음으로 대체되었다. 추가로 KTX-이음 정차역으로 선정되었다.
일광~태화강역 간 동해선 광역전철이 2021년 12월 28일에 개통되어 부전역에서 출발하는 동해선 광역전철의 종착역이 되었다. 동해선 광역전철은 이 역부터 송정역까지 지상 구간이다. 동해선 광역전철은 심야에 2편성이 주박한다. 화물로는 비료와 자동차, 컨테이너 등의 품목을 취급한다.

## 연혁
- 1921년 10월 25일 : 울산역(蔚山驛)으로 영업 개시 (구 울산군 성남리 소재)
- 1935년 12월 1일 : 표준궤 개통과 함께 구 울산군 학성리로 이전
- 1953년 4월 26일 : 5급역으로 승격
- 1971년 9월 10일 : 민수용 무연탄 도착취급역 지정
- 1979년 8월 21일 : 민수용 무연탄 도착취급역 지정취소(단 동년 10월 15일까지 잠정취급)
- 1987년 : 울산 도심철도 이설계획 발표
- 1989년 10월 22일 : 서울 - 울산 간 새마을호 운행
- 1990년 10월 27일 : 남구 삼산동의 신축 착공
- 1992년 8월 20일 : 남구 삼산동의 신축 준공 및 현 위치로 이전[4][5]
- 2006년 7월 1일 : 소화물 취급 중지
- 2007년 6월 1일 : 서울 - 울산 간 새마을호를 부전역까지 연장 운행
- 2010년 11월 1일 : 경부고속철도 2단계 개통으로 부전 - 서울간 새마을호를 부전 - 동대구로 단축. 동해남부선상의 역명이 울산역에서 태화강역(太和江驛)으로 변경[6]
- 2012년 11월 1일 : 부전 - 동대구 새마을호 폐지, 무궁화호로 전환
- 2013년 11월 7일 : 부산진진 기점 70.0km로 변경[7]
- 2016년 4월 29일 : 부산진 기점 69.3km로 변경[8]
- 2016년 12월 30일 : 부산진 기점 69.3km로 변경 및 동해선으로 편입
- 2017년 12월 18일 : 장생포선, 울산항선 상의 역명이 태화강역(太和江驛)으로 변경[9]
- 2021년 3월 13일 : 신역사 완공[10]
- 2021년 8월 26일 : 부산진 기점 68.4km 로 변경[11]
- 2021년 12월 28일 : 동해선 광역전철 (일광~태화강 간) 연장 개통. 일부 전동열차는 망양역에서 시종착.
- 2022년 11월 5일 : 누리로 정차 개시
- 2023년 11월 14일 : 울산항선(시험선) 운행 개시
- 2023년 12월 18일 : ITX-마음 운행 개시
- 2024년 6월 28일 : 장생포선 장생포역 방향 폐선[12]
- 2024년 12월 20일 : KTX-이음 운행 개시.[13]
- 2027년 : 울산항선(시험선)이 도시철도로 편입 계획중
- 2029년 : 울산 도시철도 1호선 운행 개시

## 역 구조
2면 4선의 쌍섬식 승강장이 존재하나 여객업무는 내선 승강장으로 주로 처리하며 화물업무를 위한 수많은 측선이 위치하고 있다. 광역전철 고상홈과 스크린도어가 설치되어 있다.

### 승강장
| 당역종착                                             |
| １２ \| ３４ \|                                      |
| 기장 (동해선) ↓/개운포 (광역전철 동해선) ↓/ 울산항 ↓ |

| 1 · 2 | 동해선 | ITX-마음 KTX 무궁화호 ● 동해선 광역전철 | 경주 · 영천 · 동대구 · 포항 · 강릉 방면 / 당역종착 |
| 3 · 4 | 동해선 | ITX-마음 KTX 무궁화호 ● 동해선 광역전철 | 기장 · 신해운대 · 부전 방면                        |

## 인접한 역
| 동해선                    | 동해선            | 동해선         |
| ------------------------- | ----------------- | -------------- |
| 북울산 동대구 · 강릉 방면 | ITX-마음 동해선   | 기장 부전 방면 |
| 북울산 동대구 방면        | ITX-마음 동해선   | 시·종착역      |
| 북울산 동대구 방면        | 누리로 동해선     | 시·종착역      |
| 북울산 포항 · 동대구 방면 | 무궁화호 동해선   | 남창 부전 방면 |
| K131 개운포 부전 방면     | ● 동해선 광역전철 | 시·종착역      |
| 중앙선                    |                   |                |
| 경주 청량리 방면          | KTX 중앙선        | 부전 방면      |
| 북울산 청량리 방면        | ITX-마음 중앙선   | 남창 부전 방면 |

## 승차량 변동
| 역 노선 | 역 노선 | 일평균 인원수 (명/일) | 일평균 인원수 (명/일) | 일평균 인원수 (명/일) | 주 석  |
| 역 노선 | 역 노선 | 2021년                | 2022년                | 2023년                | 주 석  |
| ------- | ------- | --------------------- | --------------------- | --------------------- | ------ |
| 동해선  | 승차    | 5,570                 | 3,592                 | 3,660                 | [ 14 ] |
| 동해선  | 하차    | 5,611                 | 3,595                 | 3,648                 | [ 14 ] |

## 직결 선로
- 삼성정밀선(4.3km)
- 동부화학선(2.4km)
- 태원물산선(1.4km)